# كاتارينا فورستر
كاتارينا فورستر (بالألمانية: Katharina Förster)‏ هي متزحلقة حرة ألمانية، ولدت في 6 نوفمبر 1988.

## وصلات خارجية
- كاتارينا فورستر على موقع الاتحاد الدولي للتزلج (التزلج الحر) (الإنجليزية)
- كاتارينا فورستر على موقع أوليمبيديا (الإنجليزية)